# El príncipe del barrio
El príncipe del barrio es una serie de televisión mexicana producida por Rosa María Noguerón para TelevisaUnivision. La serie está inspirada en la obra Lagunilla, mi barrio, como una adaptación de la película mexicana del mismo nombre hecha en 1981. Se estrenó en Las Estrellas el 2 de julio de 2023. La serie está protagonizada por Ariel Miramontes, Violeta Isfel, Luis Fernando Peña, José Luis Guarneros, Alma Cero, Eduardo Espinosa, Cecilia Galliano y Juan Soler.
La segunda temporada se estrenó el 14 de abril de 2024.

## Historia
La serie sigue a Albertano (Ariel Miramontes), quien luego de independizarse de su familia, decide mudarse a Lomas de Chacaltepec, donde todos buscan amor y fortuna.

## Elenco
- Ariel Miramontes como Albertano[4]
- Violeta Isfel como Polly
- Luis Fernando Peña como el Comandante
- Alma Cero como La Jarocha
- José Luis Guarneros como La Britney
- Eduardo Espinosa como El Morro
- Cecilia Galliano como Yesenia
- Juan Soler como Manolo (temporada 1)
- Arturo Peniche como Manolo (temporada 2)[3]

## Episodios

### Resumen de la serie
| Temporada | Temporada | Episodios | Episodios | Emisión original    | Emisión original     |
| Temporada | Temporada | Episodios | Episodios | Primera emisión     | Última emisión       |
| --------- | --------- | --------- | --------- | ------------------- | -------------------- |
|           | 1         | 14        | 14        | 2 de julio de 2023  | 13 de agosto de 2023 |
|           | 2         | 15        | 15        | 14 de abril de 2024 | —                    |